# Долење Градишче при Шентјернеју
Долење Градишче при Шентјернеју (словен. Dolenje Gradišče pri Šentjerneju) је насељено место у општини Шентјернеј, регија Југоисточна Словенија, Словенија.

## Историја
До територијалне реорганизације у Словенији било је у саставу старе општине Ново Место.

## Становништво
У попису становништва из 2011. године, Долење Градишче при Шентјернеју је имало 116 становника.
| Број становника према пописима | Број становника према пописима | Број становника према пописима |
| ------------------------------ | ------------------------------ | ------------------------------ |
| 1991                           | 2002                           | 2011                           |
| 97                             | 113                            | 116                            |

Напомена: До 1953. исказивано под називом Долење Градишче. Године 2004. извршена је мала размена територија између насеља Долење Градишче при Шентјернеју и Прапрече при Шентјернеју.